# Várzea (Arouca)
Várzea es una freguesia portuguesa del concelho de Arouca, con 1,74 km² de superficie y 559 habitantes (2001). Su densidad de población es de 321,3 hab/km².